# Degerfors socken, Värmland
Degerfors socken i Värmland ingick i Karlskoga bergslags härad, ombildades 1943 till Degerfors köping och området ingår sedan 1971 i Degerfors kommun i Örebro län och motsvarar från 2016 Degerfors distrikt.
Socknens areal var 98,67 kvadratkilometer, varav 92,17 land (köpingen). År 2000 fanns här 8 897 invånare. Tätorten och kyrkbyn Degerfors med sockenkyrkan Degerfors kyrka ligger i socknen.

## Administrativ historik
Degerfors församling bildades 1883 som en utbrytning ur Karlskoga församling. Motsvarande landskommun, Degerfors landskommun utbröts sedan 1925 ur Karlskoga landskommun. Landskommunen ombildades 1943 till Degerfors köping som 1971 ombildades till Degerfors kommun. Församlingen uppgick 2006 i Degerfors-Nysunds församling.
1 januari 2016 inrättades distriktet Degerfors, med samma omfattning som församlingen hade 1999/2000.
Socknen har tillhört fögderier, tingslag och domsagor enligt vad som beskrivs i artikeln Karlskoga bergslags härad.

## Geografi
Degerfors socken ligger kring Letälven och södra delen av Möckeln. Socknen har en lerslätt sydväst om Möckeln och är i övrigt en kuperad skogsbygd med höjder som når 176 meter över havet.

## Fornlämningar
Lösfynd från stenåldern har påträffats.

## Namnet
Namnet (1647 Deijerforsen) kommer från bruket som fått sitt namn från en fors i Letälven. Förleden innehåller digher, 'stor'.

## Befolkningsutveckling
| Befolkningsutvecklingen i Degerfors socken, Värmland 1890–1990 | Befolkningsutvecklingen i Degerfors socken, Värmland 1890–1990 | Befolkningsutvecklingen i Degerfors socken, Värmland 1890–1990 | Befolkningsutvecklingen i Degerfors socken, Värmland 1890–1990 | Befolkningsutvecklingen i Degerfors socken, Värmland 1890–1990 |
| -------------------------------------------------------------- | -------------------------------------------------------------- | -------------------------------------------------------------- | -------------------------------------------------------------- | -------------------------------------------------------------- |
|                                                                |                                                                |                                                                |                                                                |                                                                |
| År                                                             |                                                                |                                                                | Folkmängd                                                      |                                                                |
| 1890                                                           | 1890                                                           |                                                                | 2 034                                                          |                                                                |
| 1900                                                           | 1900                                                           |                                                                | 2 680                                                          |                                                                |
| 1910                                                           | 1910                                                           |                                                                | 3 726                                                          |                                                                |
| 1920                                                           | 1920                                                           |                                                                | 4 966                                                          |                                                                |
| 1930                                                           | 1930                                                           |                                                                | 4 934                                                          |                                                                |
| 1940                                                           | 1940                                                           |                                                                | 6 352                                                          |                                                                |
| 1950                                                           | 1950                                                           |                                                                | 8 171                                                          |                                                                |
| 1960                                                           | 1960                                                           |                                                                | 9 478                                                          |                                                                |
| 1970                                                           | 1970                                                           |                                                                | 10 102                                                         |                                                                |
| 1980                                                           | 1980                                                           |                                                                | 10 400                                                         |                                                                |
| 1990                                                           | 1990                                                           |                                                                | 9 832                                                          |                                                                |
| Anm: Källor: Demografiska databasen, CEDAR, Umeå universitet.  |                                                                |                                                                |                                                                |                                                                |